# Colombières
Pour les articles homonymes, voir Colombières (homonymie).
Colombières est une commune française, située dans le département du Calvados en région Normandie, peuplée de 206 habitants.

## Géographie
Colombières se situe au nord-ouest du Calvados, à 20 kilomètres à l'ouest de Bayeux et 9 kilomètres d'Isigny-sur-Mer, dans le parc naturel régional des Marais du Cotentin et du Bessin.
| La Cambe Monfréville | Canchy      | Longueville Écrammeville |
| Vouilly              | Colombières | Bricqueville             |
| Castilly             | Castilly    | Bricqueville             |

### Hydrographie
La commune est située dans le bassin Seine-Normandie. Elle est drainée par l'Aure, l'Esque, le ruisseau du Moulin d'Annebey, le ruisseau de Corainville, le canal 01 du Feuillet, le canal 01 de la commune de Colombières et le ruisseau de Corainville,,.
L'Aure, d'une longueur de 82 km, prend sa source dans la commune de Caumont-sur-Aure et se jette  dans la Vire en limite d'Osmanville, Isigny-sur-Mer et Carentan-les-Marais, après avoir traversé 26 communes. 
L'Esque, d'une longueur de 21 km, prend sa source dans la commune de Cerisy-la-Forêt et se jette  dans l'Aure sur la commune, après avoir traversé douze communes. 

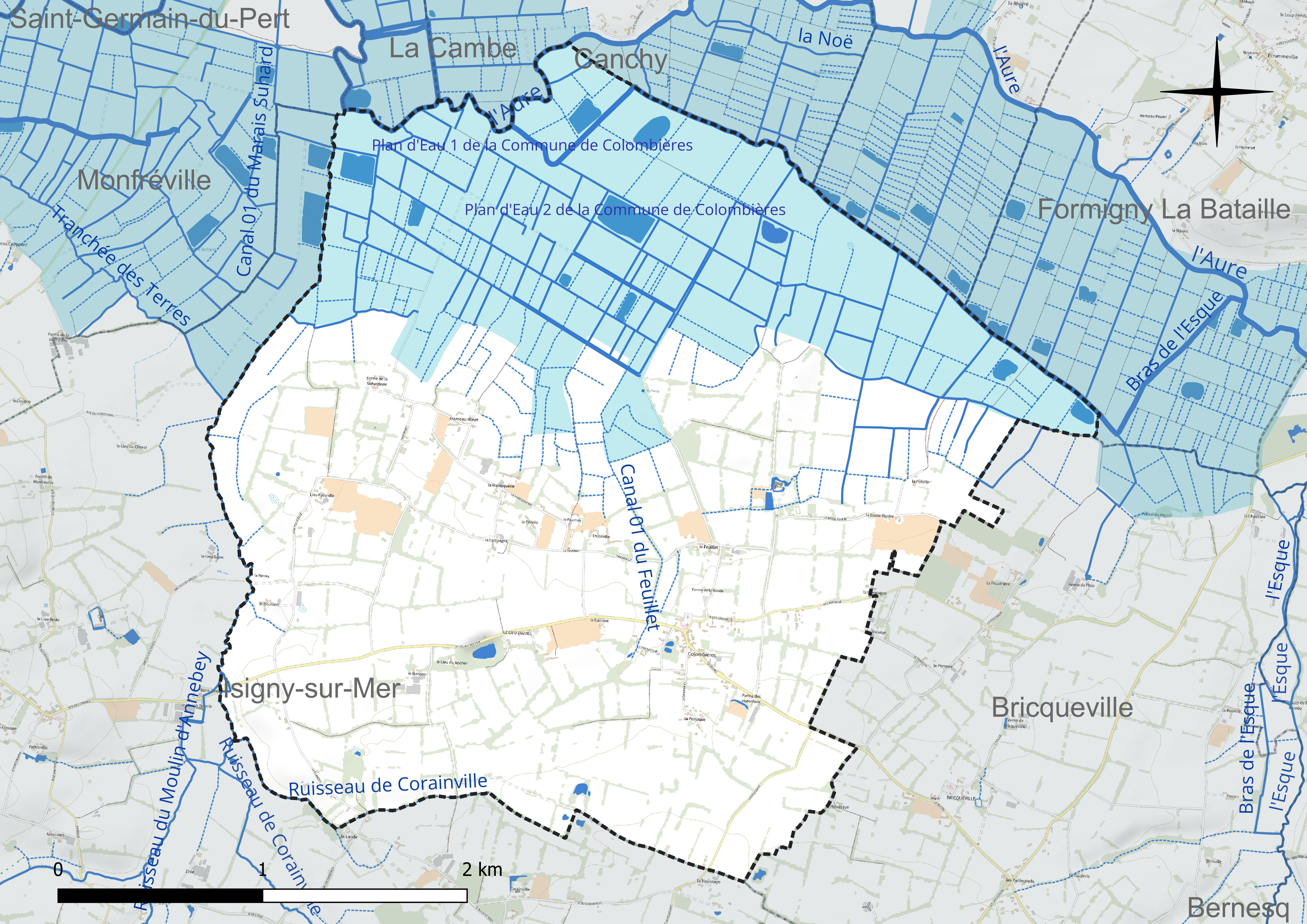
Réseau hydrographique de Colombières.

Quatre plans d'eau complètent le réseau hydrographique : le plan d'eau 1 de la commune de Colombières (1,8 ha), le plan d'eau 2 de la commune de Colombières (3,6 ha), le plan d'eau 3 de la commune de Colombières (1,5 ha) et le plan d'eau 4 de la commune de Colombières (1 ha),.

### Climat
Pour des articles plus généraux, voir Climat de la Normandie et Climat du Calvados.
En 2010, le climat de la commune est de type climat océanique franc, selon une étude du CNRS s'appuyant sur une série de données couvrant la période 1971-2000. En 2020, Météo-France publie une typologie des climats de la France métropolitaine dans laquelle la commune est exposée à un climat océanique et est dans la région climatique  Normandie (Cotentin, Orne), caractérisée par une pluviométrie relativement élevée (850 mm/a) et un été frais (15,5 °C) et venté. Parallèlement le GIEC normand, un groupe régional d'experts sur le climat, différencie quant à lui, dans une étude de 2020, trois grands types de climats pour la région Normandie, nuancés à une échelle plus fine par les facteurs géographiques locaux. La commune est, selon ce zonage, exposée à un « climat maritime », correspondant au Cotentin et à l'ouest du département de la Manche, frais, humide et pluvieux, où les contrastes pluviométrique et thermique sont parfois très prononcés en quelques kilomètres quand le relief est marqué.
Pour la période 1971-2000, la température annuelle moyenne est de 10,9 °C, avec  une amplitude thermique annuelle de 11 °C. Le cumul annuel moyen de précipitations est de 783 mm, avec 13,2 jours de précipitations en janvier et 7,4 jours en juillet. Pour la période 1991-2020, la température moyenne annuelle observée sur la station météorologique la plus proche, située sur la commune de Balleroy-sur-Drôme à 17 km à vol d'oiseau, est de 11,2 °C et le cumul annuel moyen de précipitations est de 924,3 mm,. Pour l'avenir, les paramètres climatiques de la commune estimés pour 2050 selon différents scénarios d'émission de gaz à effet de serre sont consultables sur un site dédié publié par Météo-France en novembre 2022.

## Urbanisme

### Typologie
Au 1er janvier 2024, Colombières est catégorisée commune rurale à habitat très dispersé, selon la nouvelle grille communale de densité à 7 niveaux définie par l'Insee en 2022.
Elle est située hors unité urbaine et hors attraction des villes,.

### Occupation des sols
L'occupation des sols de la commune, telle qu'elle ressort de la base de données européenne d'occupation biophysique des sols Corine Land Cover (CLC), est marquée par l'importance des territoires agricoles (97,4 % en 2018), une proportion identique à celle de 1990 (97,4 %). La répartition détaillée en 2018 est la suivante : 
prairies (84,4 %), terres arables (12,9 %), zones urbanisées (2,6 %). L'évolution de l'occupation des sols de la commune et de ses infrastructures peut être observée sur les différentes représentations cartographiques du territoire : la carte de Cassini (XVIIIe siècle), la carte d'état-major (1820-1866) et les cartes ou photos aériennes de l'IGN pour la période actuelle (1950 à aujourd'hui).

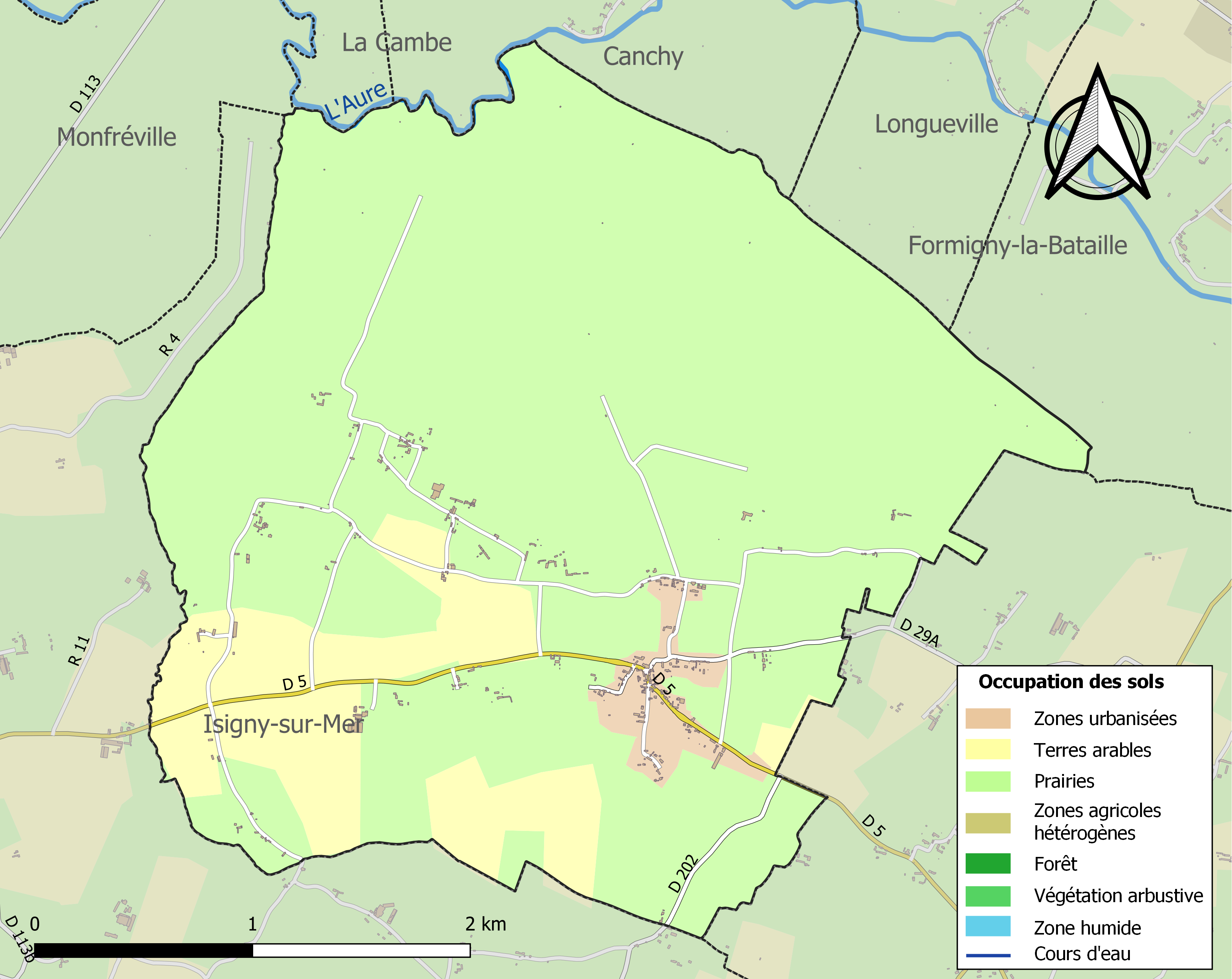
Carte des infrastructures et de l'occupation des sols de la commune en 2018 (CLC).

## Toponymie
Le nom de la localité est attesté sous les formes Columbariis en 1080 et en 1082, Columbariae au XIIIe siècle.
Pluriel de l'oïl colombière « pigeonnier ».

## Histoire
Les premiers seigneurs de Colombières furent trois frères, compagnons de Guillaume le Conquérant : Guillaume, Raoul et Baudoin. La ville passa ensuite entre les mains de la famille Bacon du Molay, puissants barons de la région. Philippe de Colombières, frère de Roger Bacon est mentionné comme seigneur châtelain en 1147. C'est en 1147 que les droits de l'église Saint-Pierre de Colombières ont été cédés à la cathédrale de Bayeux au titre d'amende après que Robert, le neveu du seigneur châtelain, eut tué Beatrix d'Harcourt, fille de Guillaume d'Harcourt et nièce de Philippe d'Harcourt, évêque de Bayeux.
Le village — et notamment son château — est ruiné par la guerre de Cent Ans.
Colombières fut libéré le 9 juin 1944 par les soldats alliés. Le général américain Omar Bradley installa le quartier général du 12e Groupe d'armées dans le château de Colombières.

## Politique et administration
| Période                                  | Période   | Identité         | Étiquette | Qualité                   |
| ---------------------------------------- | --------- | ---------------- | --------- | ------------------------- |
| juin 1995                                | mars 2008 | Michel Henry     | SE        | Officier d'infanterie     |
| mars 2008                                | 2020      | Claude Lemonnier | SE        | Retraité de l'agriculture |
| 2020                                     | En cours  | Catherine Viel   |           |                           |
| Les données manquantes sont à compléter. |           |                  |           |                           |

## Démographie
L'évolution du nombre d'habitants est connue à travers les recensements de la population effectués dans la commune depuis 1793. Pour les communes de moins de 10 000 habitants, une enquête de recensement portant sur toute la population est réalisée tous les cinq ans, les populations de référence des années intermédiaires étant quant à elles estimées par interpolation ou extrapolation. Pour la commune, le premier recensement exhaustif entrant dans le cadre du nouveau dispositif a été réalisé en 2005.
En 2022, la commune comptait 206 habitants, en évolution de −2,37 % par rapport à 2016 (Calvados : +1,58 %, France hors Mayotte : +2,11 %).
| 1793 | 1800 | 1806 | 1821 | 1831 | 1836 | 1841 | 1846 | 1851 |
| ---- | ---- | ---- | ---- | ---- | ---- | ---- | ---- | ---- |
| 512  | 512  | 543  | 555  | 568  | 586  | 602  | 632  | 599  |

| 1856 | 1861 | 1866 | 1872 | 1876 | 1881 | 1886 | 1891 | 1896 |
| ---- | ---- | ---- | ---- | ---- | ---- | ---- | ---- | ---- |
| 628  | 590  | 574  | 573  | 574  | 556  | 545  | 510  | 507  |

| 1901 | 1906 | 1911 | 1921 | 1926 | 1931 | 1936 | 1946 | 1954 |
| ---- | ---- | ---- | ---- | ---- | ---- | ---- | ---- | ---- |
| 467  | 459  | 434  | 371  | 335  | 345  | 344  | 355  | 399  |

| 1962 | 1968 | 1975 | 1982 | 1990 | 1999 | 2005 | 2006 | 2010 |
| ---- | ---- | ---- | ---- | ---- | ---- | ---- | ---- | ---- |
| 362  | 306  | 231  | 247  | 218  | 225  | 199  | 196  | 205  |

| 2015 | 2020 | 2022 | - | - | - | - | - | - |
| ---- | ---- | ---- | - | - | - | - | - | - |
| 211  | 205  | 206  | - | - | - | - | - | - |

## Économie
La commune se situe dans la zone géographique des appellations d'origine protégée (AOP) Beurre d'Isigny et Crème d'Isigny.

## Lieux et monuments
- Le château de Colombières, monument historique classé, est une forteresse dont les parties existantes les plus anciennes datent de la fin du XIVe siècle. Il est surnommé « La vigie des Marais » de par son emplacement militaire stratégique en bord des marais, où la mer remontait jusqu'au XVIIIe siècle, date de construction des portes-à-flots de l'Aure à Isigny-sur-Mer[29].
- La ferme du Clos-Montfort, inscrit monument historique le 8 avril 2011[30].
- Église Saint-Pierre de Colombières.

## Héraldique
- Armorial des communes du Calvados
- Armorial des Seigneurs de Colombières.

| Blason de Colombières | La commune de Colombières ne dispose pas de blason. |

## Personnalités liées à la commune
- Jules Devaux (1811-1880), médecin et cofondateur de la Société de Saint-Vincent-de-Paul, est né à Colombières.